# Parted Magic
Parted Magic es una distribución Linux comercial, basada en Slackware, que incluye herramientas para el particionado de discos y la recuperación de datos, vendida en forma de un disco arrancable basado en Linux. El nombre de la distribución deriva de los programas GNU Parted y PartitionMagic.

## Características
La distribución puede iniciarse en cualquier equipo directamente desde un soporte CD o USB, o bien, a través de una red, por medio de PXE; no necesita instalarse ni que el equipo cuente con un sistema operativo.
Parted Magic admite la lectura y la escritura en varios sistemas de archivos modernos, incluidos ext3, ext4, FAT, exFAT y NTFS, y es capaz de acceder a unidades de disco formateadas para su utilización con los sistemas Microsoft Windows y GNU/Linux.

## Requisitos del sistema
A partir de la versión 11.11.11, Parted Magic admite los procesadores Intel x86 y x86-64 de manera nativa. Como mínimo, necesita un equipo con un procesador de arquitectura i686 compatible con Intel, así como 512 MB de RAM.